# Falken (Lahnerkopf)
Der Falken (auch Auf dem Falken) ist ein 1906 m ü. NHN hoher Gratkopf des Lahnerkopfs in den Vilsalpseebergen der Allgäuer Alpen.
Er ist die vorletzte signifikante Erhebung des vom Lahnerkopf nach Nordwesten ziehenden Bergkamms. Unterhalb steht noch ein 1775 m ü. NHN hoher Nebengipfel des Lahnerkopfs.  Das aus Hauptdolomit bestehende Grateck wird nach Norden durch brüchigen Fels begrenzt. In der mit Schrofen durchsetzen Ostflanke finden sich einige Nadelbäume bis kurz unter den Gipfel.
Der Zustieg führt pfadlos von der Lahnerscharte über den benachbarten Älpelekopf, einige Höhenmeter abwärts, bis zu einem letzten kleinen Aufschwung auf das kleine Gipfelplateau. Schwieriger ist ein direkter Zustieg über die steile Ostflanke, indem man den Steig hinauf zum Schrecksee verlässt.